# (9733) Valtikhonov
(9733) Valtikhonov est un astéroïde de la ceinture principale.

## Description
(9733) Valtikhonov est un astéroïde de la ceinture principale. Il fut découvert le 19 septembre 1985 à Nauchnyj par Nikolaï Tchernykh et Lioudmila Tchernykh. Il présente une orbite caractérisée par un demi-grand axe de 2,19 UA, une excentricité de 0,20 et une inclinaison de 6,4° par rapport à l'écliptique.

## Compléments